# Hans Salz
Hans Salz (* 22. Februar 1905; † 13. April 1972 in Paderborn) war ein deutscher Leichtathlet, der in den späten 1920er-Jahren als Sprinter erfolgreich war.
Er gewann 1928 zusammen mit Ernst Geerling, Eugen Eldracher und Adolf Metzger die deutsche Meisterschaft über 4-mal 100 Meter. Das Team startete für Eintracht Frankfurt.
In den Jahren 1927 und 1929 kam Salz mit 100-Meter-Zeiten von 10,7 und 10,5 s auf die Plätze 11 bzw. 4 der Weltbestenliste.
Nach seiner aktiven Laufbahn arbeitete Salz als Hals-Nasen-Ohren-Arzt in Paderborn. Er war Mitglied des SC Grün-Weiß Paderborn sowie Mitbegründer der Deutschen Olympischen Gesellschaft im Hochstift Paderborn.